# San Cristóbal de las Casas National Airport
San Cristóbal de las Casas National Airport är en flygplats i Mexiko.   Den ligger i kommunen San Cristobal De Casas och delstaten Chiapas, i den sydöstra delen av landet, 800 km öster om huvudstaden Mexico City. San Cristóbal de las Casas National Airport ligger 2 350 meter över havet.
Terrängen runt San Cristóbal de las Casas National Airport är lite kuperad. Runt San Cristóbal de las Casas National Airport är det ganska tätbefolkat, med 90 invånare per kvadratkilometer. Närmaste större samhälle är San Cristóbal de las Casas, 12,7 km väster om San Cristóbal de las Casas National Airport. I omgivningarna runt San Cristóbal de las Casas National Airport växer huvudsakligen savannskog.